# Kråkrisgråmal
Kråkrisgråmal (Paraswammerdamia conspersella) är en fjärilsart som först beskrevs av Johan Martin Jacob af Tengström 1848.  Kråkrisgråmal ingår i släktet Paraswammerdamia, och familjen spinnmalar. Arten är reproducerande i Sverige.